# Alfred Goullet
Alfred "Alf" Goullet (Gippsland, Victoria, 5 de abril de 1891 - Toms River, 11 de marzo de 1995) fue un ciclista australiano que se especializó en el ciclismo en pista. 
En 1909 se instaló en los Estados Unidos junto a Paddy Hehir, y en 1916 se nacionalizó estadounidense. Participó en numerosas carreras de seis días y ganó quince. En toda su carrera ganó más de 400 carreras y estableció diferentes récords del mundo. Se retiró en 1924. Murió en 1995 con más de 100 años.

## Palmarés
- 1909

 Campeón de Australia de Velocidad
- 1912

1.º en los Seis días de Sydney (con Paddy Hehir)
1.º en los Seis días de Melbourne (con Paddy Hehir)
- 1913

 Campeón de Australia de Velocidad
1.º en los Seis días de Nueva York (con Joe Fogler)
1.º en los Seis días de París (con Joe Fogler)
- 1914

1.º en los Seis días de Nueva York (amb Alfred Grenda)
1.º en los Seis días de Boston (con Alfred Hill)
1.º en los Seis días de Newark (con Alfred Hill)
- 1916

1.º en los Seis días de Boston (con Alfred Grenda)
- 1917

1.º en los Seis días de Nueva York (con Jake Magin)
- 1919

1.º en los Seis días de Nueva York (con Eddy Madden)
- 1920

1.º en los Seis días de Nueva York (con Jake Magin)
- 1921

1.º en los Seis días de Nueva York (con Maurice Brocco)
- 1922

1.º en los Seis días de Nueva York (con Gaetano Belloni)
1.º en los Seis días de Chicago (con Ernest Kockler)
- 1923

1.º en los Seis días de Nueva York (con Alfred Grenda)